# Umberto Lilloni
Umberto Lilloni  (Milan 1er mars 1898 - Milan, 15 juin 1980)  est un peintre italien contemporain.

## Biographie
Umberto Lilloni suivit à l'accademia di Brera les cours de  Cesare Tallone. Lié au gruppo novecentista, il s'est dédié à la peinture du paysage caractérisée par une tonalité légère typique des chiaristi lombards.

## Œuvres
- Tramonto sul mare o Paesaggio di Lavagna, (1934), collection Fondazione Cariplo